# Ібраїмов Велі
Велі Ібраї́мов (крим. Veli Ibraimov, 1888, Бахчисарай — 9 травня 1928) — кримськотатарський і радянський громадсько-політичний діяч.

## Життєпис
Народився в бідній родині. Мав початкову освіту, працював в типографії кримськотатарської газети. Проживав в Туреччині, на Закавказзі та Росії.
У 1916 році — голова кримськотатарського союзу, в березні 1917 року— делегат І Курултаю кримськотатарського народу та ІІ Всекримського мусульманського з'їзду. Добре знайомий з діячами товариства «Ватан» Номаном Челебіджиханом та Джафером Сейдаметовим. У 1919—1920 роках — член Особливого відділу ВЧК на Кавказькому фронті.
У 1921 — головуючий Ревтрійки в Криму. Виступаючи на пленумі Кримського обласного комітету 22 серпня 1921, заявив: «…Уся тактика місцевої влади в Криму спиралася на ЧК та Червону Армію, чим остаточно тероризувалося робітниче та татарське населення». Від листопада 1921 — нарком землеробства РК Криму. Голова Кримського ЦВКу з 1923 року. Намагався повернути з еміграції кримських татар, які свого часу виїхали в Румунію, Туреччину, Болгарію, та наділити землею в степу Криму всіх бідних безземельних селян-кримських татар. У серпні 1924 обраний головою ЦВК і Раднаркому Кримської АРСР. У 1924—1925 займається землеустроєм євреїв, котрі переселялися в Крим для організації колгоспів.
23-28 квітня 1928 в Сімферополі відбулася виїзна сесія Верховного Суду РСФСР — засуджений за сфальсифікованим обвинуваченням. 28 квітня Ібраїмову винесли смертний вирок «за випинання національних інтересів на збиток класовим». 9 травня 1928 розстріляний.
Того ж 9 травня його вже вдова Ніяр, ще не знаючи про розстріл чоловіка, просить Сталіна про помилування — і він обіцяє «перевести його зі зміненою фамілією в Арабстан».
Реабілітований посмертно 1990 року.

## Пам'ять
На його честь названі вулиці в Сімферополі, Бахчисараї, Євпаторії.